# Xanthorhoe monticolaria
Xanthorhoe monticolaria là một loài bướm đêm trong họ Geometridae.